# Tambovska oblast
Tambovska oblast je oblast u Rusiji. Središte oblasti je Tambov.

## Vanjske poveznice
- (rus.) Tambov  Arhivirana inačica izvorne stranice od 18. prosinca 2005. (Wayback Machine), informativni portal vlade oblasti.
- (rus.) fotografije Tambova i Tambovske oblasti